# Les Contamines-Montjoie
Les Contamines-Montjoie is een gemeente in het Franse departement Haute-Savoie (regio Auvergne-Rhône-Alpes). De plaats maakt deel uit van het arrondissement Bonneville. Les Contamines-Montjoie telde op 1 januari 2022 1.083 inwoners.

## Geografie
De oppervlakte van Les Contamines-Montjoie bedroeg op 1 januari 2022 81,35 vierkante kilometer; de bevolkingsdichtheid was toen 13,3 inwoners per km².

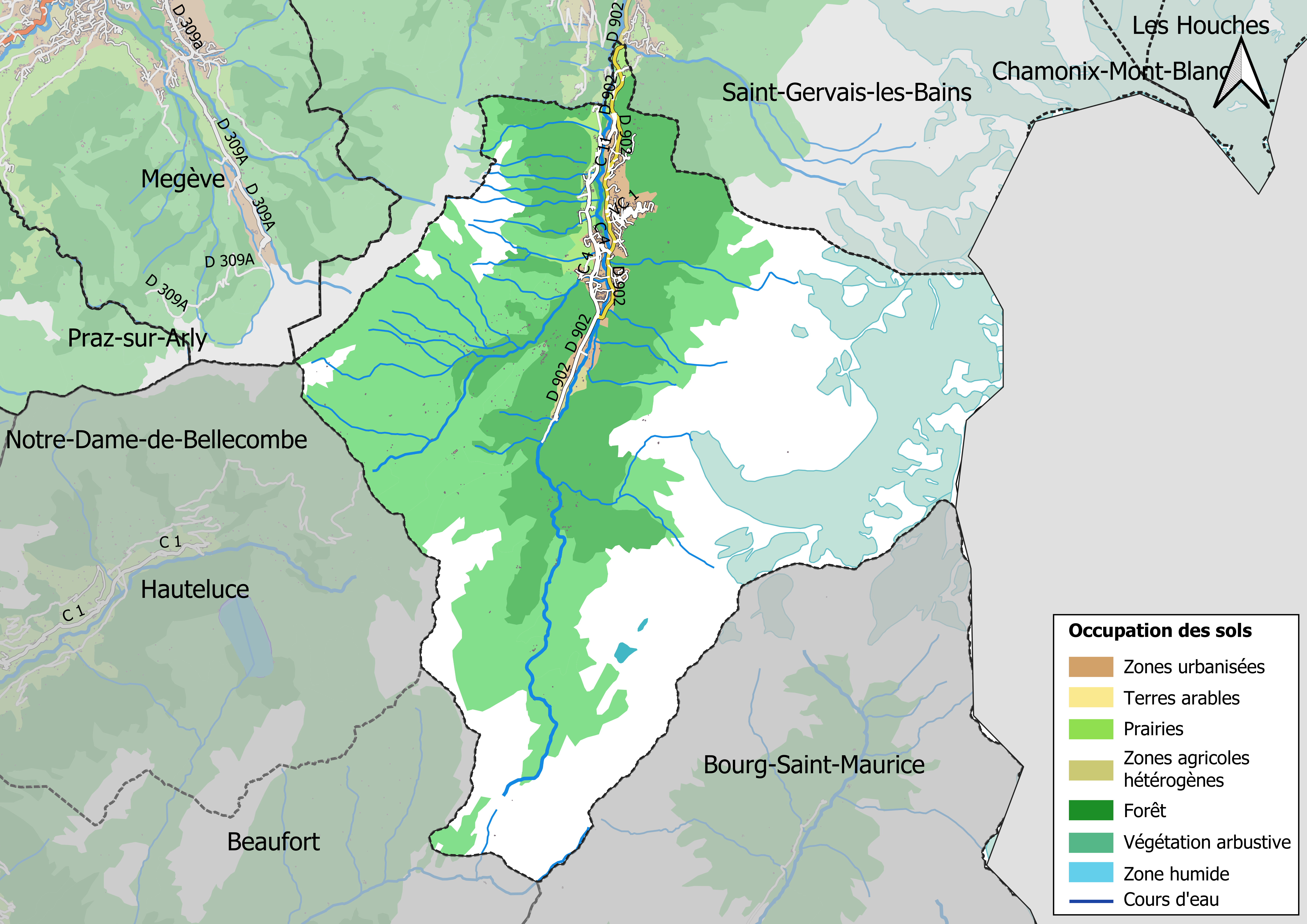
Kaart van de gemeente met de belangrijkste infrastructuur, bodemgebruik en omliggende gemeenten

## Demografie
Onderstaande figuur toont het verloop van het inwonertal (bron: INSEE-tellingen).